# Pimpla viridescens
Pimpla viridescens är en stekelart som beskrevs av Morley 1914. Pimpla viridescens ingår i släktet Pimpla och familjen brokparasitsteklar. Inga underarter finns listade i Catalogue of Life.